# Sonvest
Sonvest este primul post de radio din orașul Oradea. Inițial, emitea pe 71,81 MHz, banda OIRT. Prima emisiune a avut loc în data de 29 iulie 1993, la ora 11:02. A fost înființat în anul 1993 de un tânar entuziast, Marius Bocioc. Acesta și prietenii sai au finanțat, au organizat si au condus postul de radio mai bine de 9 ani, pâna in 2002. Din anul 2002 postul de radio a fost preluat de rețeaua radio Național, schimbandu-și numele. De-a lungul existenței sale, Sonvest a fost un post de radio independent, adresat orădenilor. A avut un succes extraordinar, in perioada 1994-1998 fiind lider de necontestat in mass-media orădeana, ajungand sa aibă o audiență de 71% din populația orașului.
Mai multe puteti afla de pe blogul Radio Sonvest http://sonvest.wordpress.com/